# Calendulauda
Calendulauda är ett fågelsläkte i familjen lärkor inom ordningen tättingar vars medlemmar förekommer i Afrika söder om Sahara. Åtta arter listas i släktet:
- Rostlärka (C. rufa) – tidigare i Mirafra
- Sabotalärka (C. sabota)
- Ogadenlärka (C. gilletti) – tidigare i Mirafra
- Rosabröstad lärka (C. poecilosterna)
- Isabellalärka (C. africanoides)
- Karroolärka (C. albescens)
- Rödlärka (C. burra)
- Dynlärka (C. erythrochlamys)